# Мраволъви
Мраволъви, мравколъви (Myrmeleontidae) са семейство насекоми от разред Мрежокрили. Това е най-голямото семейство от разреда с описани над 1700 вида в световен мащаб, от които в България са установени 20 вида.
Възрастните са предимно малки до средно големи насекоми с издължено тяло и две сходни издължени двойки мрежести крила. Имат къси антенки, на върха задебелени и завити. Повечето са хищни, но някои ядат и цветен прашец. Ларвите им също са хищни, с големи челюсти и живеят предимно в сухи, песъчливи места. Някои от ларвите (предимно Myrmeleontini) правят капани представляващи конусовидни ямички, в които попадат мравки и много други членестоноги.

## Разпространение
Мраволъвите са космополитни и най-голямо е биоразнообразието им в тропичните и субтропичните райони. В Европа, най-много видове има в Средиземноморието, като на север биоразнообразието постепенно намалява и във Великобритания има само два рядкосрещани вида в най-южните ѝ части.

## Местообитание
Тъй като мравколъвите прекарват по-голямата част от живота си в стадия ларва, именно нейният начин на живот определя в най-голяма степен изискванията към местообитанието. Мраволъвите обитават предимно пустинни и полупустинни райони, плажни ивици, скалисти или гористи местности. Срещат се най-вече на терени с песъчлива или рохкава почва, където ларвата се заравя. Някои обитават кухини на дървета и бърлоги на животни.

## Жизнен цикъл
Както всички мрежокрили, мраволъвите са насекоми с пълно превръщане, преминаващи през стадиите яйце, ларва, какавида, имаго. Подобно на повечето мрежокрили, те също преминават през три ларвни възрасти. Имагото има сравнително кратък живот, докато ларвата може да живее от една до няколко години, в зависимост от конкретния вид и климата. Презимуват като ларви.